# Beata Gosiewska

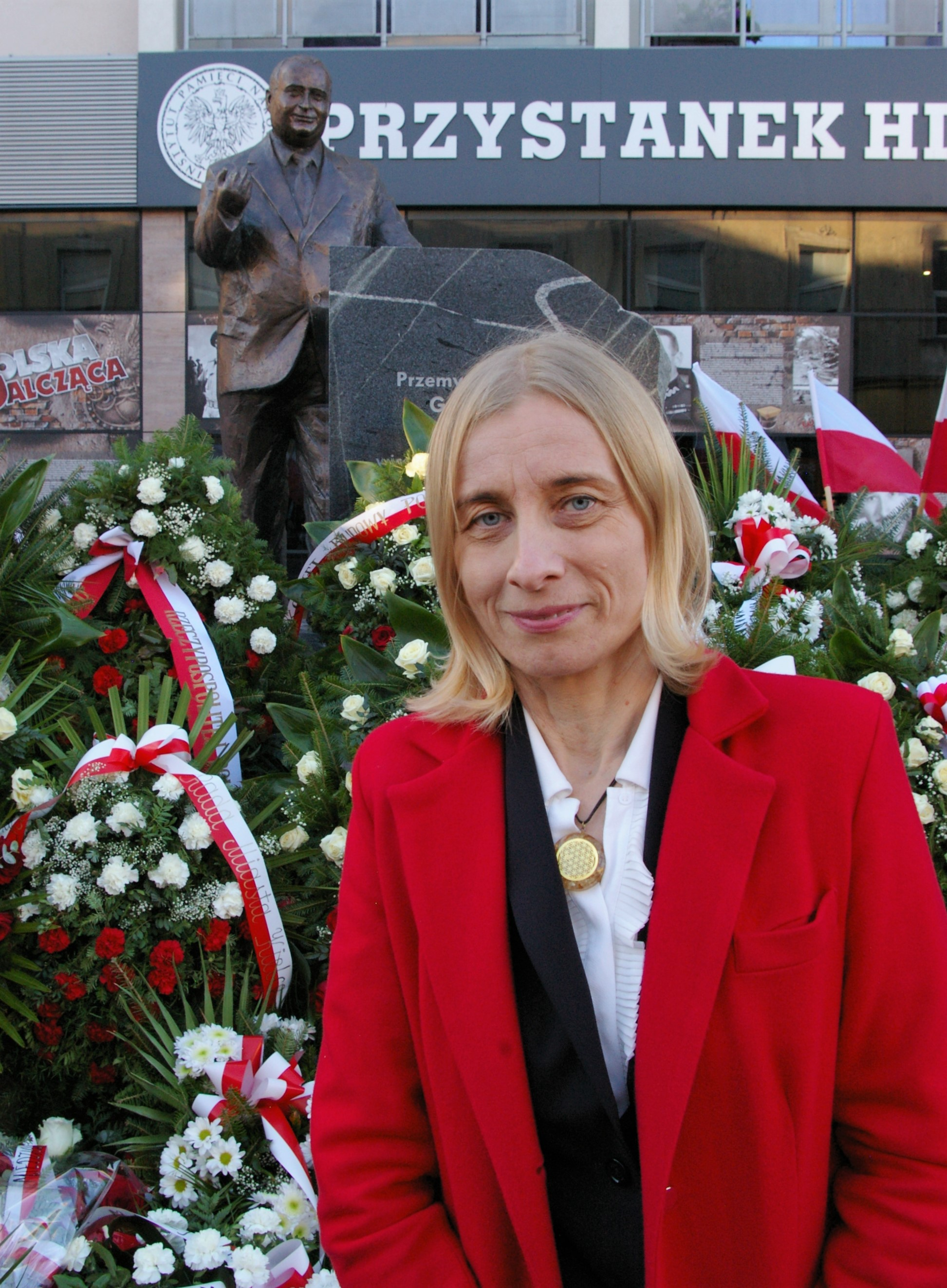
Beata Gosiewska podczas uroczystości odsłonięcia pomnika Przemysława Gosiewskiego w Kielcach (27 października 2019)

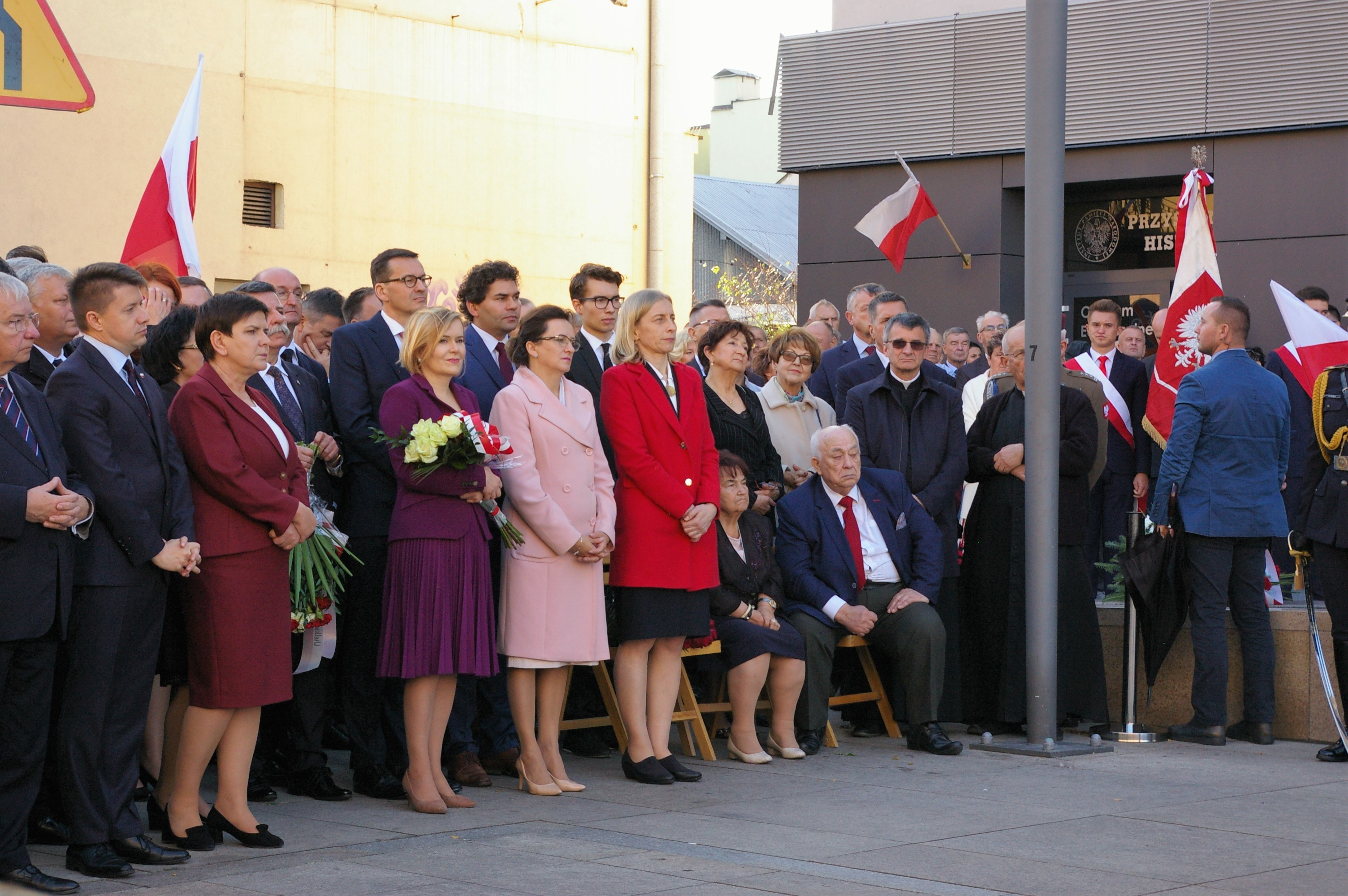
Beata Gosiewska w czasie uroczystości odsłonięcia pomnika Przemysława Gosiewskiego w Kielcach (27 października 2019)

Beata Barbara Gosiewska z domu Jabłońska (ur. 6 marca 1971 w Wysokiem Mazowieckiem) – polska polityk, działaczka samorządowa, senator VIII kadencji, posłanka do Parlamentu Europejskiego VIII kadencji.

## Życiorys
Jest absolwentką Szkoły Głównej Gospodarstwa Wiejskiego w Warszawie, ukończyła również studia podyplomowe z zakresu audytu, kontroli finansowej i rachunkowości w Szkole Głównej Handlowej w Warszawie. Pracowała m.in. jako zastępca dyrektora w Agencji Restrukturyzacji i Modernizacji Rolnictwa w Warszawie.
W 2001 wstąpiła do Prawa i Sprawiedliwości. Była radną rady dzielnicy Wola m.st. Warszawy trzech kadencji (2002–2011). Została sekretarzem Stowarzyszenia Rodzin Katyń 2010. W wyborach parlamentarnych w 2011 uzyskała mandat senatora VIII kadencji z okręgu nr 82, otrzymując 52 972 głosy.
W wyborach w 2014 jako kandydatka PiS w okręgu małopolsko-świętokrzyskim, uzyskała mandat eurodeputowanej z wynikiem 50 332 głosy. W 2019 nie wystartowała w kolejnych wyborach europejskich.

## Życie prywatne
Była drugą żoną Przemysława Gosiewskiego. Ze związku tego urodziło się dwoje dzieci: Kinga i Miłosz.